# Санд-Лейк (тауншип)
Санд-Лейк (англ. Sand Lake) — тауншип в округе Айтаска, Миннесота, США. На 2010 год его население составило 146 человек. На территории тауншипа находится озеро Санд-Лейк, от которого произошло название населённого пункта.

## География
По данным Бюро переписи населения США площадь тауншипа составляет 97,3 км², из которых 76,5 км² занимает суша, а 20,8 км² — вода (21,37 %).

## Население
В 2010 году на территории тауншипа проживали 146 человек (из них 54,8 % мужчин и 43,2 % женщин), насчитывалось 67 домашних хозяйств и 45 семей. На территории города было расположено 240 построек со средней плотностью 2,47 построек на один квадратный километр суши. Расовый состав населения: белые — 83,6 %, коренные америкацы — 13,6 %, две или более других рас — 2,1 %.
Население тауншипа по возрастному диапазону по данным переписи 2010 года распределилось следующим образом: 19,9 % — жители младше 21 года, 47,9 % — от 21 до 65 лет и 32,2 % — в возрасте 65 лет и старше. Средний возраст населения — 56,7 года. На каждые 100 женщин в Санд-Лейке приходилось 121,2 мужчин, при этом на 100 совершеннолетних женщин приходилось 114,0 мужчин сопоставимого возраста.
Из 67 домашних хозяйств 67,2 % представляли собой семьи: 55,2 % совместно проживающих супружеских пар (6,0 % с детьми младше 18 лет); 6,0 % — женщины, проживающие без мужей, 6,0 % — мужчины, проживающие без жён. 32,8 % не имели семьи. В среднем домашнее хозяйство ведут 2,18 человека, а средний размер семьи — 2,60 человека. В одиночестве проживали 26,9 % населения, 12,0 % составляли одинокие пожилые люди (старше 65 лет).
В 2014 году из 130 человек старше 16 лет имели работу 40. Медианный доход на семью оценивался в 56 250 $, на домашнее хозяйство — в 37 500 $. Доход на душу населения — 27 733 $ в год.